# Redcar and Cleveland
Redcar and Cleveland è un borgo e autorità unitaria del North Yorkshire (contea cerimoniale), Inghilterra, Regno Unito, con sede a South Bank.
L'autorità fu creata con il Local Government Act 1972, il 1º aprile, 1974 dalla fusione del county borough di Teesside con i distretti urbani di Guisborough, Loftus, Saltburn-by-the-Sea e Marske-by-the-Sea e Skelton and Brotton ed era uno dei quattro distretti della contea di Cleveland.

## Località e parrocchie
Posti: Brotton, Dormanstown, Eston, Grangetown, Guisborough, Loftus, Redcar (Lakes Estate, Redcar East), Saltburn-by-the-Sea, Skelton-in-Cleveland, South Bank, Teesville
Villaggi: Boosbeck, Boulby, Carlin How, Charltons, Coatham, Dunsdale, Easington, Handale, Kilton, Kilton Thorpe, Kirkleatham, Lazenby, Lingdale, Liverton, Margrove Park, Marske-by-the-Sea, Moorsholm, New Marske, Newton under Roseberry, North Skelton, Ormesby, Scaling, Skinningrove, Stanghow, Upleatham, Warrenby, Westfield, Wilton, Yearby
Parrocchie: Guisborough, Lockwood, Loftus, Saltburn, Marske and New Marske, Skelton and Brotton